# Panagiōtīs Pontikos
Panagiōtīs Pontikos (in greco: Παναγιώτης Ποντικός; Larnaca, 6 dicembre 1979) è un ex calciatore cipriota, di ruolo attaccante.

## Carriera
Detiene il record mondiali di gol segnati in un'unica partita ufficiale. Nella gara del 7 maggio 2007 di terza divisione cipriota contro il S.E.K., finita 24-3, ha messo a segno 16 reti (esattamente ai minuti 3, 20, 33, 35, 47, 50, 55, 56, 58, 61, 68, 75, 76, 83, 86 e 87).
Il precedente record apparteneva all'australiano Archie Thompson (13 reti). 